# Stichting Nederlands
Stichting Nederlands was een organisatie die zich verzette tegen de overvloedige instroom van Engelse woorden in de Nederlandse taal.
Het gebruik van de Nederlandse taal komt in het Nederlandse taalgebied volgens de Stichting Nederlands steeds meer onder druk te staan doordat steeds meer Engelse woorden in de taal sluipen, vaak ten koste van Nederlandse woorden. Ook wordt op steeds meer universiteiten en in steeds meer bedrijven het Engels als voertaal gebruikt. De Stichting Nederlands beschouwde dit als een ongewenste ontwikkeling, die volgens haar uiteindelijk zal leiden tot de teloorgang van de Nederlandse taal. Dit soort verzet wordt ook wel taalpurisme genoemd.

## Aanleiding
Het Nederlands wordt de laatste jaren steeds sterker beïnvloed door het Engels. Steeds meer Engelse woorden en uitdrukkingen zijn in de Nederlandse taal 'ingeburgerd' geraakt. In veel gevallen leidde dit volgens de Stichting Nederlands tot verdringing van al lang bestaande Nederlandse woorden. Voorbeelden hiervan zijn de woorden meeting voor vergadering, efficiency voor doelmatigheid, shoppen voor winkelen enz. Ook het gebruik van Engelse woorden voor nieuwe begrippen waar nog geen woord voor bestaat, werd door de stichting als ongewenst beschouwd, omdat het Nederlands juist een krachtige taal is met veel mogelijkheden om zelf nieuwe woorden voor nieuwe begrippen te maken. Vrijwel alle nieuwe Nederlandse uitvindingen worden tegenwoordig echter achteloos van een Engelse naam voorzien. Maar minstens zo belangrijk is het binnendringen van Engels als voertaal in taaldomeinen waar tot voor enkele jaren Nederlands vanzelfsprekend was. Zo rukt het Engels op als voertaal in het wetenschappelijk en hoger onderwijs en is de communicatietaal in een groot aantal in Nederland gevestigde bedrijven Engels, ook in bedrijven die van oorsprong Nederlands zijn. Met name de verengelsing van het onderwijs is voor het voortbestaan van het Nederlands als volwassen cultuurtaal een grote bedreiging, aldus de Stichting Nederlands.

## Geschiedenis
In 1997 plaatste Arno Schrauwers een oproep in het maandblad Onze Taal, waarin hij opriep voor het bedenken van een 'Deltaplan' voor de redding van het Nederlands tegen de steeds groeiende invloed van het Engels op de Nederlandse taal. Deze oproep heeft in 1998 geleid tot de oprichting van de Stichting Natuurlijk Nederlands. Later is de naam gewijzigd in Stichting Nederlands.

## Organisatie
De stichting was gevestigd in Amsterdam. Naast het vijfkoppige bestuur had de stichting werkgroepen met verschillende taken. Zo was er een werkgroep die zich bezighoudt met het bedenken van Nederlandse alternatieven voor Engelse woorden en het opstellen van woordenlijsten, maar ook een werkgroep die zich bezighoudt met de zogenaamde sofprijs en de lofprijs (zie Werkwijze). Bestuur en begunstigers waren op verschillende wijzen bij de taal betrokken, zoals als schrijver of journalist, maar bovenal als liefhebber van de Nederlandse taal.

## Werkwijze
De stichting wilde Nederlanders en Vlamingen op verschillende manieren van de ongewenste verengelsing van het Nederlands bewust maken. Zo was er een woordenlijstgroep die werkt aan het opstellen van een uitgebreide woordenlijst met Nederlandse vertalingen voor in het Nederlands gebruikte Engelse woorden en uitdrukkingen. Die woordenlijst is inmiddels al geheel of gedeeltelijk overgenomen door de Vlaamse krant De Standaard, de Volkskrant en Elsevier.
Maandelijks werd door een schrijfgroep een Maandlof en een Maandsof toegekend aan de persoon of organisatie die die maand blijk gegeven heeft van respectievelijk lovenswaardig of laakbaar taalgedrag. Uit de Maandlofs en Maandsofs kunnen bezoekers van de website van de stichting jaarlijks de Lof en de Sof van het jaar kiezen, die met enig ceremonieel aan de winnaars worden overhandigd. De Lofprijs der Nederlandse Taal 2009 werd gewonnen door de Vrije Universiteit Amsterdam vanwege het instellen van een taaltoets Nederlands voor eerstejaars. Eerdere prijswinnaars waren, onder meer, de ChristenUnie, Thomas von der Dunk en de Koninklijke Nederlandse Akademie van Wetenschappen. De Sofprijs der Nederlandse Taal 2009 ging naar Albert Heijn voor het wegmoffelen van het Nederlands op de verpakking van het goedkope Euro Shopper-merk. Eerdere winnaars waren, onder meer, Philips, Neelie Kroes en het Ministerie van Economische Zaken.

De Lof- en de Sofprijs 2014, uitgereikt op 13 mei 2015 in Amsterdam, was in zoverre uniek dat behalve bij de eerste versie in 2005 nooit eerder de Lof- en de Sofprijs beide in een ceremonie werden uitgereikt. De Lofprijs 2014 ging naar vier Amsterdamse universitaire docenten, die pleitten voor het handhaven van het Nederlands als lestaal aan de Amsterdamse universiteiten. De Sofprijs ging naar twee Amsterdamse politici, die zich sterk maken voor de vertweetaliging van  het Amsterdamse basisonderwijs. De stichting Nederlands verspreidde een elektronische nieuwsbrief met nieuwsberichten over taalwel en -wee.
Daarnaast was er een woordenlijstgroep actief, die regelmatig vernieuwde en uitgebreide lijsten uitbrengt met tegenhangers van Engelse woorden en uitdrukkingen. Eind 2009 verscheen bij Bert Bakker het boekje Funshoppen in het Nederlands; Woordenlijst onnodig Engels, met ruim 11.000 vervangers voor zo'n 4.500 Engelse woorden en uitdrukkingen. Tevens heeft de stichting Nederlands eind 2008 in Brussel een congres georganiseerd over de taal van het hoger en wetenschappelijk onderwijs in Nederland en Vlaanderen. Van dit congres is in 2010 een, geactualiseerd, verslag verschenen.. Op 13 oktober 2015 werd in Nieuwspoort in Den Haag de opvolger van Funshoppen in het Nederlands aangeboden aan Geert Joris, algemeen secretaris van de Nederlandse Taalunie: Op-en-Top Nederlands. Ook is de lijst online te raadplegen en kunnen suggesties worden gedaan.

## Opheffing
De stichting werd, getuige het ANBI-register van de Nederlandse belastingdienst, op 16 juni 2020 opgeheven.